# 柚木站 (長崎縣)
柚木站（日语：／ Yunoki eki */?）是位於長崎縣佐世保市柚木町，日本國有鐵道（國鐵）的柚木線車站（終點站），現已廢止。
柚木線在1967年（昭和42年）因受到水災而受到破壞，後來由於復修困難而在同年8月31日決定永久停運，此站同日廢止。

## 歷史
- 1920年（大正9年）3月27日 - 佐世保輕便鐵道（後來為佐世保鐵道（日语：佐世保鉄道））車站啟用[1]。
- 1936年（昭和11年）10月1日 - 佐世保鐵道國有化[2]，成為松浦線車站。
- 1945年（昭和20年）3月1日 - 從松浦線分離，成為柚木線車站。
- 1967年（昭和42年）
  - 7月9日 - 發生雨災使柚木線全線不能通。
  - 9月1日 - 車站廢止。

## 車站構造
車站廢止前只有1面1線的單式月台，當時也設有木造車站大樓。

## 現況
現時車站遺址變成為市營住宅。

## 相鄰車站
日本國有鐵道
柚木線
肥前池野－柚木
此站至肥前池野站之間曾經設有高尾站（1936年（昭和11年）廢止）。

## 注腳
1. ↑   （页面存档备份，存于）（日語）
2. ↑  「鉄道省告示第326.327号」『官報』1936年9月29日（國立國會圖書館數碼化收藏）